# Павленки (Харьков)
Павленки (укр. Павленки) — бывшее село, с 2012 историческая местность Харькова, находящаяся в составе Фрунзенского района города.
До того входило в Пономаренковский сельский совет Харьковского района Харьковской области.
В 2012 году село было присоединино к Харькову.
Код КОАТУУ — 6325183007. Население по переписи 2001 года составляло 151 (80/71 м/ж) человек.

## Географическое положение
Павленки находятся на правом берегу небольшой реки Жихорец в балке Мокрый Жихарь;
выше по течению примыкает бывшее село Горбани,
ниже по течению на расстоянии в 1 км расположено б. село Федорцы.
Село до 2012 года примыкало к бывшей границе города Харьков и было зажато между посёлками Герцена и Фрунзе (Новозападным).

## История
- Конец 18 либо начало 19 века (до 1860-х) — дата основания на правом (западном) склоне балки Мокрый Жихарь хутора Павленков.[7]
- 1917 — официальная дата основания Пономаренковского сельсовета, куда входили хутора Павленков и Чунихи (Чунихин); к дате основания села не имеет отношения.[7]
- 1917 — официальная (неправильная) дата основания хутора на правом берегу реки Жихорец на сайте Верховной Рады. На деле это — официальная дата основания Пономаренковского сельсовета.
- В 1940 году, перед ВОВ, на хуторе Павленковом, находившемся на правом берегу Жихорца, было 17 дворов.[1]
- Согласно постановлению ВР "Про смену и установление границ Харькова, Дергачёвского и Харьковского районов Харьковськой области" от 6 сентября 2012 года № 5215-VI село было включено в городскую черту Харькова.[8]
- 24 января 2013 года Пономаренковский сельский совет исключил из своего состава данное село.[8]
- 5 марта 2013 года Харьковский областной совет исключил из учётных данных сёла Горбани, Павленки и Федорцы.[8]